# Carrefour Léonard
Pour les articles homonymes, voir Léonard.
Le carrefour Léonard (en néerlandais: Leonardkruispunt) est un lieu-dit de la forêt de Soignes qui est devenu un vaste échangeur avec croisements à niveaux entre le R0 et l'A4 (E411). Il se trouve à la sortie sud-est de la ville de Bruxelles.

## Historique et description

### Origines du Carrefour
Entre 1831 et 1836 la Société générale de Belgique (alors propriétaire de la forêt de Soignes) prend l'initiative de créer un carrefour entre la chaussée de Wavre et le chemin (dit route de Mont St. Jean ou route de la Banque) qui reliait Mont Saint-Jean (Waterloo) avec le chemin de Tervuren. Sans nom officiel, le carrefour est désigné comme les Quatre-bras d'Auderghem par la population.

### Léonard Boon

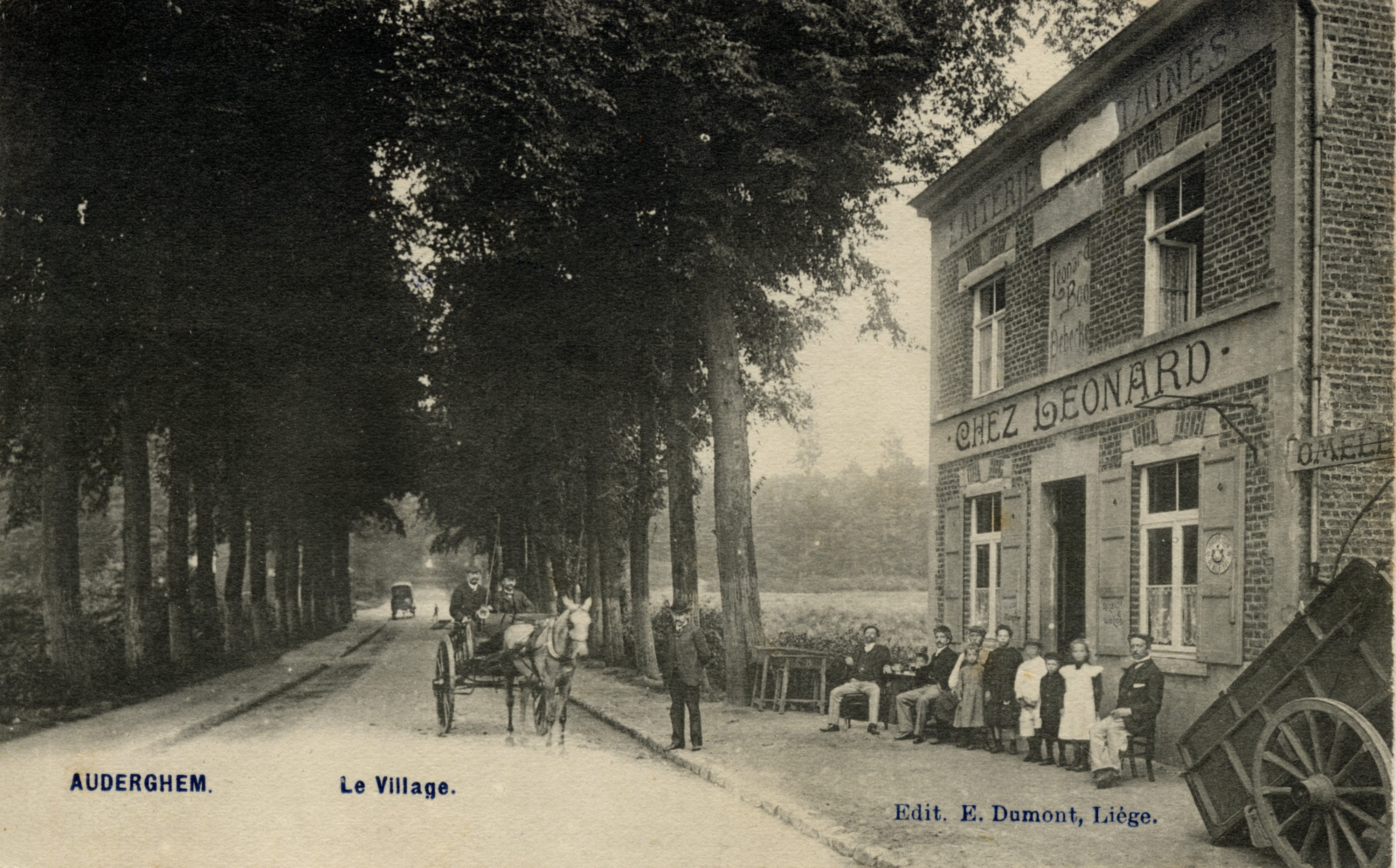
L'origine du nom Léonard
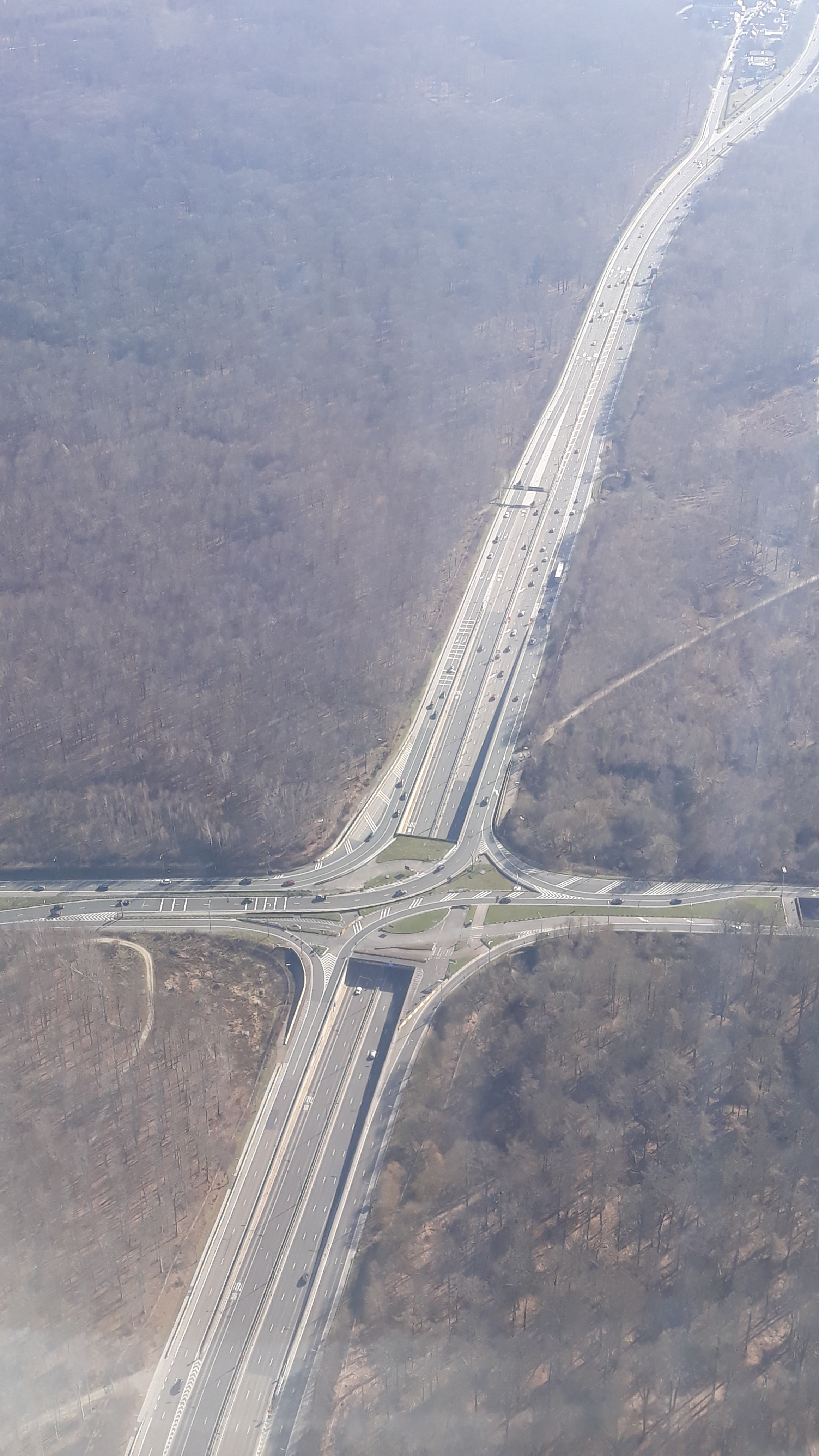
Vue aérienne vers N-D au Bois (hiver 2021)

Léonard Boon naquit le 23 octobre 1842 dans une famille d'agriculteurs de Notre-Dame-au-Bois. À partir de 1884, il tient un estaminet dans sa roulotte à l'enseigne À l'ambulance, à proximité du carrefour en question. Son activité exercée illégalement était couverte de la bienveillance du prince Baudouin, alors héritier du trône de Belgique, qu'il avait un jour secouru, jusqu'au décès de ce dernier, en 1891. C'est à cette époque que le lieu commence à être appelé Chez Léonard.
Il épousa alors Catharine Debecker. Le couple s'installa dans une maison de la chaussée de Wavre à 400 mètres du carrefour où il exploita un café, en toute légalité. Léonard Boon eut encore trois enfants et mourut en 1912. Il semble que c'est en 1983 que Lucien Outers nomma pour la première fois le carrefour Léonard, à l'inauguration d'un second tunnel sous le carrefour.

## Situation et accès
Situé à environ quinze kilomètres du centre de Bruxelles, dans la forêt de Soignes, il se trouve sur la limite administrative entre la région de Bruxelles-Capitale (commune d'Auderghem) et la province du Brabant flamand (commune de Tervuren). À la suite de l'accord du 17 juin 1991 entre les trois Régions de Belgique sur les routes dépassant les limites régionales, le carrefour Léonard est géré par la Région flamande. Elle assure le bilinguisme de la signalisation routière visible sur la route du Mont Saint-Jean en provenance de Waterloo, qui se trouve, elle, entièrement sur le territoire de Bruxelles-Capitale lorsqu'elle arrive au carrefour Léonard.
L'échangeur est essentiel pour la liaison entre la capitale et les provinces de Namur et Luxembourg par l'A4 (E411). Le carrefour Léonard était très dangereux à cause des croisements à niveau. Quelques directions sont actuellement fermées, en attendant une future réorganisation du nœud routier.